# Invasione statunitense di Panama
L'invasione statunitense di Panama, nome in codice operazione Just Cause (in italiano "Giusta Causa") è stata un'operazione militare statunitense volta a deporre Manuel Noriega, generale e de facto leader di Panama, iniziata nel dicembre del 1989, durante la presidenza di George H. W. Bush, e conclusasi nel gennaio del 1990.

## Antefatti
Dalla fine del XIX secolo gli Stati Uniti d'America avevano mantenuto numerose basi militari nella Zona del Canale per proteggere e mantenere il controllo del canale di Panama per via della sua importante funzione strategica. 
Il 7 settembre 1977 il Presidente degli Stati Uniti Jimmy Carter ed il leader de facto di Panama, il generale Omar Torrijos, firmarono i trattati Torrijos-Carter che garantivano che Panama avrebbe acquisito il controllo del canale omonimo dopo il 1999, ponendo fine al controllo che gli Stati Uniti vi esercitavano dal 1903. 
Nel 1983 Torrijos fu succeduto dal generale Manuel Noriega, con il quale gli Stati Uniti avevano ottimi rapporti, in quanto Noriega aveva lavorato come collaboratore e informatore della CIA a partire dal 1967, incluso il periodo in cui George H. W. Bush fu direttore dell'Agenzia (1976-1977). Nel contesto delle tensioni tra gli Stati Uniti e l'Unione Sovietica in America centrale nel corso della fase finale della guerra fredda, Noriega si era apertamente schierato con gli Stati Uniti, in particolare sabotando le forze del governo sandinista in Nicaragua ed i rivoluzionari del FMLN a El Salvador. Nonostante avesse lavorato anche con la Drug Enforcement Administration (DEA) per contrastare il contrabbando illegale di droga, Noriega era allo stesso tempo noto per accettare notevoli finanziamenti dai cartelli della droga e per facilitare il riciclaggio di denaro per il traffico di droga. I trafficanti ricevevano protezione dalle investigazioni della DEA grazie alla speciale relazione che Noriega aveva con la CIA. 
Verso la metà degli anni 1980 i rapporti tra Noriega e gli Stati Uniti cominciarono a deteriorarsi. Nel 1986 il presidente Ronald Reagan aprì dei negoziati con Noriega, chiedendogli di farsi da parte come leader di Panama, dopo che le sue attività criminali erano state divulgate pubblicamente dal giornalista Seymour Hersh del The New York Times. Noriega rifiutò le richieste di Reagan. Già nel 1988 Elliott Abrams e altri esponenti del Pentagono iniziarono a premere per un intervento militare a Panama, ma Reagan rifiutò per via dei rapporti tra Bush (suo vicepresidente) e Noriega, temendo che sollevare la questione avrebbe avuto un impatto negativo sulla imminente campagna presidenziale di Bush. 
Nel marzo 1988 le forze di Noriega resistettero ad un tentativo di colpo di stato. Con il continuo deteriorarsi delle relazioni con gli Stati Uniti, Noriega cominciò a spostare il suo asse di alleanze verso il blocco sovietico, ricevendo aiuto militare da Cuba, dal Nicaragua e dalla Libia di Mu'ammar Gheddafi. Di conseguenza gli alti apparati statunitensi cominciarono a pianificare un'invasione di Panama. 
Nel maggio 1989 alle elezioni nazionali di Panama una coalizione di partiti si oppose al regime di Noriega. Il principale candidato di questa coalizione, Guillermo Endara, sconfisse Carlos Duque, candidato di una coalizione pro-Noriega, di circa 3 a 1. Il giorno seguente Endara fu aggredito da un gruppo di sostenitori di Noriega. Noriega dichiarò nulle le elezioni e rimase al potere con l'uso della forza, perdendo il sostegno di una grossa fetta dei panamensi. Noriega si autoproclamò legittimo vincitore delle elezioni, denunciando che la presunta vittoria dei suoi oppositori era dovuta ad irregolarità causate dall'infiltrazione degli Stati Uniti. George H. W. Bush, da pochi mesi succeduto a Reagan come presidente, chiese a Noriega di rispettare la volontà popolare e farsi da parte. Nel contempo gli Stati Uniti aumentarono la loro presenza militare nella Zona del Canale con sempre più frequenti esercitazioni, con l'intento di fare pressioni sul regime panamense. 
Nell'ottobre 1989, dopo un secondo fallito colpo di stato per rovesciare Noriega, Bush dichiarò che gli Stati Uniti non avrebbero negoziato con un trafficante di droga, negando inoltre  di essere a conoscenza dei traffici illeciti tra Noriega e i cartelli della droga prima del 1988. Il 15 dicembre l'Assemblea generale di Panama approvò una risoluzione che dichiarava uno stato di guerra con gli Stati Uniti d'America. 
La notte seguente le forze di Noriega bloccarono ed arrestarono quattro marines americani ad un posto di blocco stradale davanti alla sede delle Fuerzas de Defensa de Panamá (FDP) in El Chorrillo, quartiere di Città di Panama. Uno di loro, il tenente Robert Paz, fu colpito da dei colpi di arma da fuoco mentre cercava di fuggire, morendo in ospedale poche ore dopo. La versione del Pentagono fu che i quattro militari erano disarmati e stavano viaggiando su un veicolo privato per recarsi ad una cena in un ristorante di un hotel in città, mentre le forze del FDP asserirono invece che i marines erano armati ed in una missione di ricognizione. 
Secondo le fonti militari americane, un altro soldato statunitense, Adam Curtis, e sua moglie, Bonnie, che erano stati testimoni dell'incidente, erano stati anche loro arrestati dalle forze dell'FDP e, mentre si trovavano in custodia dell'FDP, Curtis fu picchiato selvaggiamente, mentre sua moglie fu minacciata di abusi sessuali.

## La giustificazione ufficiale degli Stati Uniti
Le ragioni ufficiali degli Stati Uniti per l'invasione furono articolate dal presidente Bush la mattina del 20 dicembre 1989, poche ore dopo l'inizio dell'invasione. Bush citò la dichiarazione dello stato di guerra di Panama con gli Stati Uniti e l'attacco ai soldati statunitensi della notte precedente come giustificazione per l'invasione. 
Bush elencò inoltre quattro obbiettivi dell'invasione:
- Assicurare l'incolumità dei cittadini statunitensi sul suolo di Panama. Nel suo discorso Bush affermò che Noriega aveva minacciato le vite di circa 35 000 cittadini statunitensi che si trovavano a Panama.
- Difendere i diritti umani e la democrazia a Panama.
- Combattere il traffico di droga e porre fine al ruolo di Panama nel passaggio di traffici illeciti di droga destinati agli Stati Uniti e all'Europa.
- Garantire il rispetto dei Trattati Torrijos-Carter. Diversi membri del Congresso degli Stati Uniti avevano infatti osservato che Noriega stava minacciando la neutralità del Canale di Panama e che gli Stati Uniti avevano il diritto di intervenire militarmente per proteggere il canale.

## L'invasione

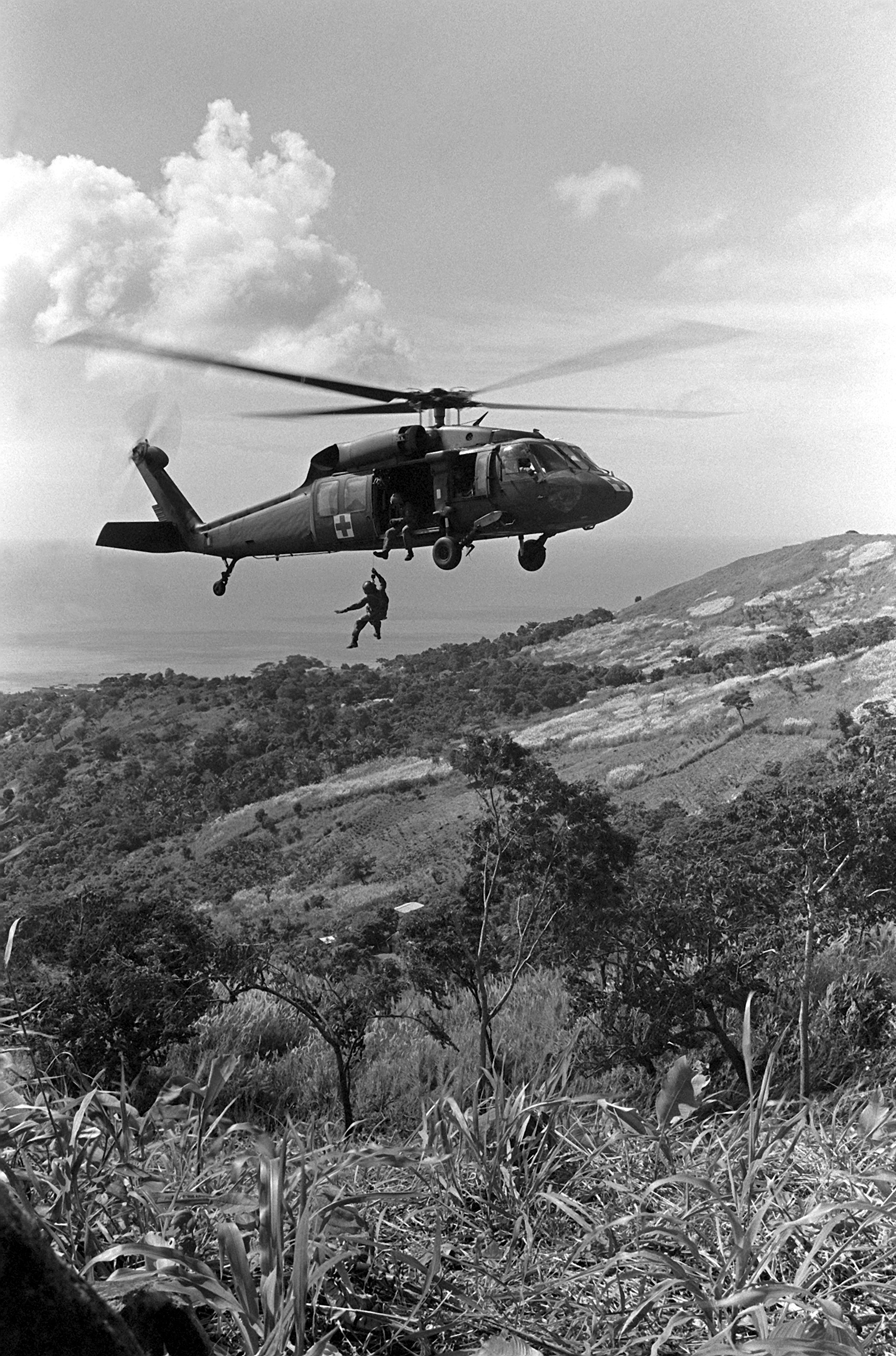
Un Black Hawk dell'esercito americano raccoglie una vittima dei marine

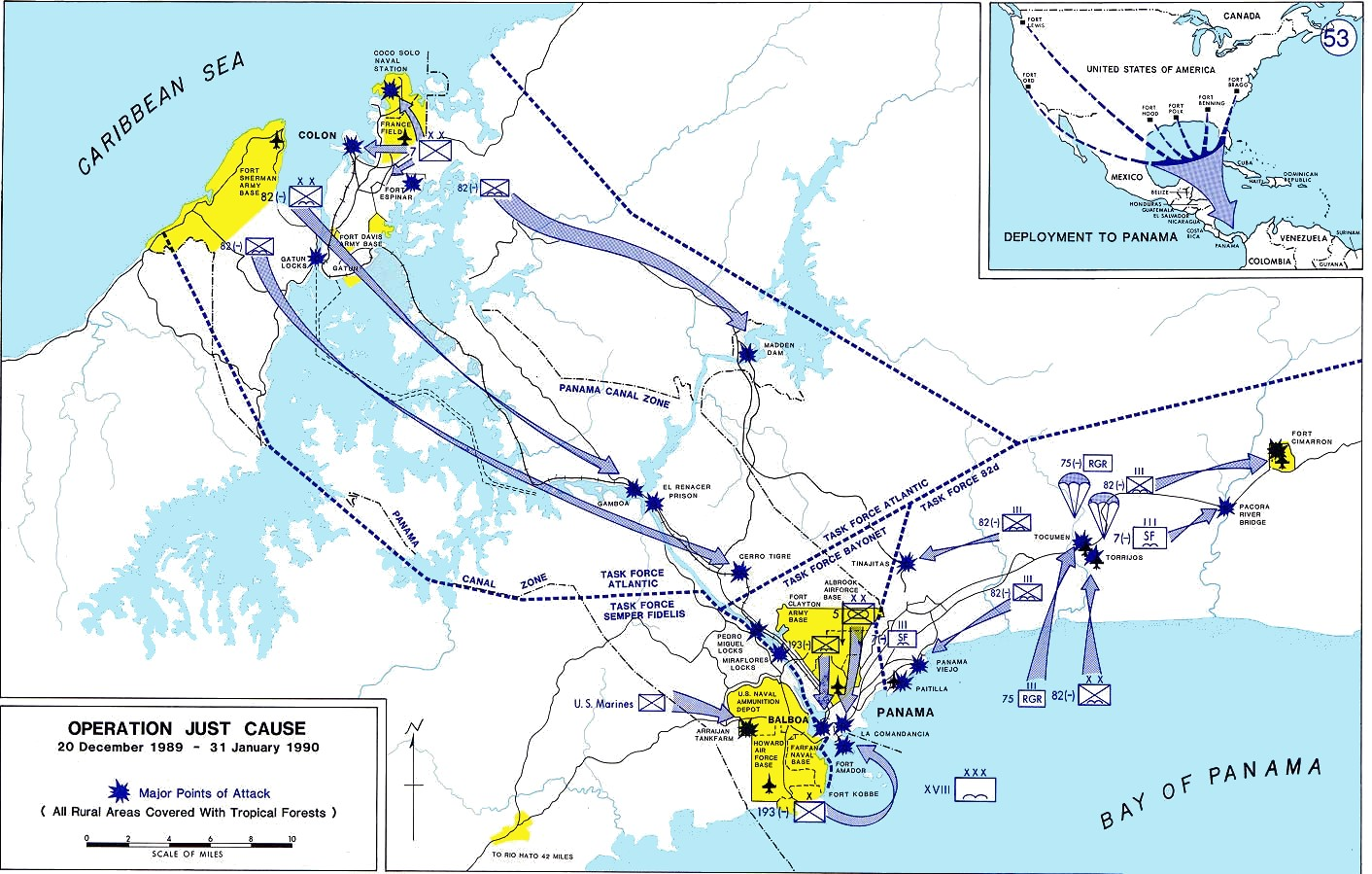
La mappa tattica in inglese dell'operazione

L'invasione statunitense di Panama iniziò il 20 dicembre 1989. L'operazione vide la partecipazione di 27 000 militari americani e 300 aerei. L'operazione iniziò con l'attacco ad installazioni strategiche, tra le quali anche l'aeroporto civile della città di Panama. 
Poche ore dopo l'inizio dell'invasione Guillermo Endara Galimany prestò giuramento come presidente in un'installazione militare USA. 
Gli scontri tra soldati USA e forze della difesa panamense durarono per cinque giorni. 
Noriega trovò rifugio nella Nunziatura apostolica vaticana, perciò, non volendo entrare con la forza, le truppe americane usarono la guerra psicologica, suonando musica rock ad altissimo volume, per far uscire Noriega dal rifugio. Il Vaticano protestò con il presidente Bush a causa di ciò e le truppe statunitensi cessarono il baccano. A seguito di una dimostrazione avvenuta pochi giorni dopo da parte di migliaia di panamensi che ne chiedevano il processo per violazione dei diritti umani, Noriega si arrese il 3 gennaio 1990, consegnandosi alle truppe statunitensi. 

### Perdite umane
Secondo fonti governative USA, diverse centinaia di panamensi rimasero uccisi (principalmente civili) e morirono 23 soldati statunitensi. Fonti latino-americane e internazionali hanno stimato il tributo di sangue dei civili nell'ordine delle 3 000 unità, oltre a 20 000/30 000 senzatetto. Tra le vittime civili dell'invasione, si annoverano gli statunitensi Kandi Helin e Ray Dragseth, due insegnanti che lavoravano per il Dipartimento della Difesa delle Scuole; il figlio di un altro insegnante, Rick Paul, fu ucciso da fuoco amico mentre si avvicinava correndo verso un posto di blocco statunitense; il fotografo freelance Juan Antonio Rodriguez Moreno, che lavorava per El País.

## Conseguenze
Dopo l'occupazione del canale di Panama, proseguita per ben dieci anni, gli Stati Uniti d'America hanno restituito ai panamensi la gestione del canale il 31 dicembre del 1999 (in base agli accordi Torrijos-Carter), negoziando con questi un importante accordo di libero scambio (firmato nel 2007 ed entrato in vigore il 31 ottobre 2013). Dopo la guerra gli USA, dopo un lungo raffreddamento dei contatti economici, hanno ripreso ad essere il maggior partner commerciale e politico del paese centroamericano.

## Reazioni internazionali
Il 22 dicembre l'Organizzazione degli Stati Americani adottò una risoluzione che deplorava l'invasione e chiedeva il ritiro delle truppe americane, oltre a una risoluzione che condannava la violazione dello status diplomatico dell'Ambasciata del Nicaragua a Panama da parte delle forze speciali che erano entrate nell'edificio. 
Al Consiglio di sicurezza delle Nazioni Unite, dopo aver discusso la questione per diversi giorni, fu presentata da sette nazioni una bozza di risoluzione che chiedeva il ritiro immediato delle forze statunitensi da Panama. Il 23 dicembre la bozza ricevette il veto da tre dei membri permanenti del Consiglio di Sicurezza (Francia, Regno Unito e Stati Uniti), che citarono il diritto di autodifesa degli americani presenti nella Zona del Canale di Panama.
Il Perù richiamò il suo ambasciatore negli Stati Uniti in segno di protesta per l'invasione. 
Si dice che il popolo panamense abbia sostenuto l'invasione. Secondo un sondaggio, il 92% degli adulti panamensi approvò l'incursione degli Stati Uniti e il 76% avrebbe voluto che le forze statunitensi avessero invaso il paese già in ottobre durante il colpo di stato. Il 74% degli americani intervistati approvò l'azione. 
Diciotto anni dopo l'invasione, il 20 dicembre 2007, l'assemblea legislativa di Panama ha dichiarato il 20 dicembre, anniversario dell'invasione del 1989, giorno di lutto nazionale.